# (38219) 1999 NW19
1999 NW19 (asteroide 38219) é um asteroide da cintura principal. Possui uma excentricidade de 0.19839770 e uma inclinação de 17.52207º.
Este asteroide foi descoberto no dia 14 de julho de 1999 por LINEAR em Socorro.